# Яновський Рудольф Григорович
Рудольф Григорович Яновський (16 червня 1929, місто Суздаль, тепер Владимирської області, Російська Федерація — 13 лютого 2010, місто Москва) — радянський партійний діяч, соціальний філософ і соціолог, ректор Академії суспільних наук при ЦК КПРС. Член Центральної Ревізійної комісії КПРС у 1986—1990 роках. Доктор філософських наук (1979), професор. Член-кореспондент Академії наук СРСР (Російської академії наук) (з 23.12.1987) по Відділенню філософії та права (науковий комунізм, соціально-політичні проблеми соціалізму).

## Життєпис
Народився в родині вчителя. У 1943—1949 роках — учень Івановської спецшколи Військово-повітряних сил (ВПС) № 3. У 1949 поступив до Чугуївського авіаційного училища, але незабаром залишив службу за станом здоров'я.
З 1949 року працював учителем середньої школи в місті Суздалі Владимирської області.
У 1949—1954 роках — студент Івановського державного педагогічного інституту.
Член ВКП(б) з 1951 року.
У 1954—1957 роках — викладач історії і політичної економії Вознесенського технікуму Лабінського району Краснодарського краю.
У 1957—1960 роках — завідувач відділу пропаганди і агітації Лабінського районного комітету КПРС Краснодарського краю.
У 1960—1963 роках навчався в аспірантурі Новосибірського державного університету, в 1964 році захистив кандидатську дисертацію з філософії, присвячену осмисленню і розробці теоретичних проблем «свободи особистості».
У 1963—1965 роках — асистент, старший викладач філософії та наукового комунізму, вчений секретар Новосибірського державного університету.
У червні 1965—1968 роках — секретар, 2-й секретар, у 1968—1976 роках — 1-й секретар Совєтского районного комітету КПРС міста Новосибірська.
У 1976—1978 роках — завідувач відділу науки і навчальних закладів Новосибірського обласного комітету КПРС.
У 1978 році захистив докторська дисертацію на тему «Формування особистості вченого в умовах соціалізму».
У 1978—1983 роках — заступник завідувача відділу науки і навчальних закладів ЦК КПРС. Одночасно був професором Академії суспільних наук при ЦК КПРС.
У 1983—1991 роках — ректор Академії суспільних наук при ЦК КПРС.
З 1991 працював в Інституті соціально-політичних досліджень РАН: провідний науковий співробітник, головний науковий співробітник, завідувач сектора відділу соціології національної безпеки і федералізму, науковий керівник Центру національної безпеки.
Потім — професор Московського державного соціального університету, головний науковий консультант Академічного науково-педагогічного інституту (АНПІ).
Дійсний член Академії соціальних наук Російської Федерації. Президент Всеросійського наукового товариства соціологів та демографів (голова секції літератури з філософії, соціології, психології, права, економіки та міжнародних відносин). Голова редакційних рад журналів «Безпека Євразії» (раніше — «Журнал національної, колективної і особистої безпеки») і «Security & Eurasia», член міжнародної редакційної ради журналу «Особистість. Культура. Суспільство». Працював також в редакції наукового альманаху високих гуманітарних технологій «НАВІГУТ».
Автор понад 200 наукових публікацій. Розробляв проблеми військової соціології, національної безпеки, макросоціології суспільства, держави і особистості; питання розвитку особистості жінки і її соціально-політичного статусу.
Помер 13 лютого 2010 року. Похований на Троєкуровському цвинтарі Москви.

## Основні праці
- «Два рівня свідомості і політичні переконання» (1965)
- «Природа свідомості і закономірності його розвитку» (1966)
- «Будівництво комунізму і особистість» (1969)
- «Політичне навчання в науковому колективі» (1974)
- «Два рівня свідомості і політичні переконання» (1974)
- «Військовий аспект наукового світогляду» (1975)
- «Формування особистості вченого в умовах розвинутого соціалізму» (1979)
- «Соціалізм і наука» (1981)
- «Соціально-економічні та світоглядні проблеми розвитку радянської науки» (1986)
- «Людський фактор науково-технічного прогресу» (1986)
- «Жовтень і революційне оновлення радянського суспільства» (1987)
- «Наука, світогляд, перебудова» (1989)
- «Наука і світогляд» (1990)
- «Військова політика Росії на порозі XXI ст.» (1993)
- «Національна безпека Росії» (1996)
- «Гуманітарна модель безпеки соціуму» (1996)
- «Духовні проблеми в умовах трансформації» (1997)
- «Глобальні зміни та соціальна безпека» (1999)
- «Особистість, культура, суспільство: глобальні зміни на порозі Третього тисячоліття» (1999)
- «Глобальні зміни та соціальна безпека» (1999)
- «Соціальна динаміка гуманітарних змін» (2001)
- «Наукова спадщина М. Д. Кондратьєва в контексті розвитку російської та світової соціально-економічної думки» (2002)
- «Соціальна безпека Росії в період стабілізації» (2003)
- «Патріотизм» (2004)
- «Муніципальна наука: теорія, методологія, практика» (2005)

## Нагороди і звання
- орден Жовтневої Революції
- орден Трудового Червоного Прапора
- орден «Знак Пошани»
- орден Пошани (Російська Федерація) (1999)
- медалі